# Ptilogyna westralis
Ptilogyna westralis är en tvåvingeart som beskrevs av Nikolas Vladimir Dobrotworsky 1971. Ptilogyna westralis ingår i släktet Ptilogyna och familjen storharkrankar. Inga underarter finns listade i Catalogue of Life.